# Tlalmanalco Tlacochcalco

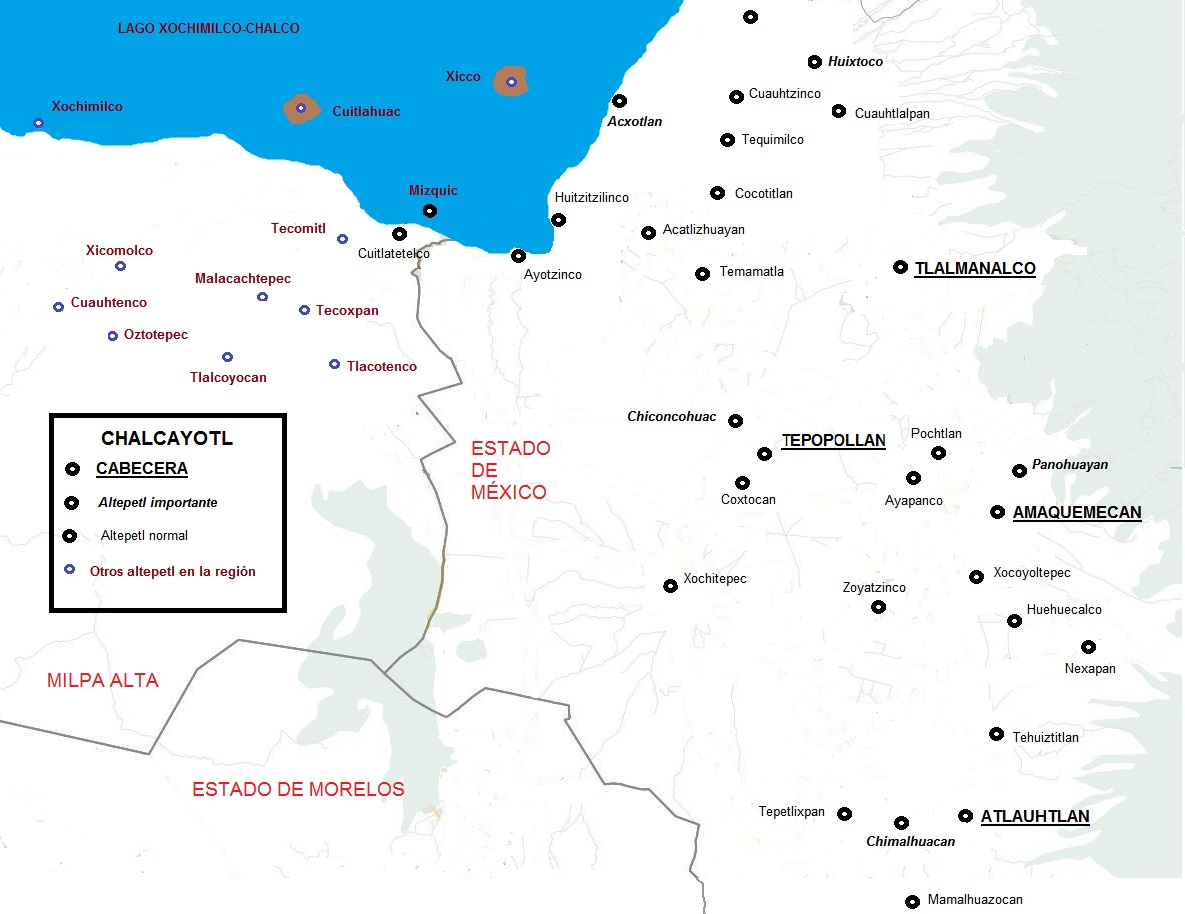
Mapa con los pueblos partícipes en la Chalcayotl.

Tlalmanalco Tlacochcalco fue un altépetl influyente y de alcance a lo largo de la época prehispánica, así como durante la primera mitad del siglo XVI. Parece ser que ocupó la posición de más alto rango entre los cuatro altépetl mayores de Chalco.
Tlacochcalco fue fundado por grupos nonohualcas, teotlixcas, tlacochcalcas, que eran llamados gentes de palacio -Tecpan tlacah-, a diferencia de los grupos chichimecas que fundaron los otros tres altépetl mayores de Chalco, debido a que fueron vasallos del gran dios Tlatlauhqui Tezcatlipoca, a quien adoraban y servían.

## Origen
Chimalpahin afirma que los tlacochcalcas dejaron Huehuetlapallan Nonohualco (región de Chicomóztoc) en el año 1272. El grupo estaba compuesto por nonohualcas, teotlixcas y tlacochcalcas tecpantlacas. Después de tres años llegaron a Tula.
En 1295 los Tlacochcalcas dejaron Tula y volvieron a emprender su viaje. Posteriormente alrededor de 1300-1315 se dio el  arribo de los tlacochcalcas a Acxotlan donde comenzaron a llamarse chalcas.